# Comuna Pleșoi, Dolj
Pleșoi este o comună în județul Dolj, Oltenia, România, formată din satele Cârstovani, Frasin, Milovan și Pleșoi (reședința).

## Demografie
Componența etnică a comunei Pleșoi
     Români (81,17%)
     Alte etnii (18,83%)
Componența confesională a comunei Pleșoi
     Ortodocși (80,83%)
     Alte religii (0,35%)
     Necunoscută (18,83%)
Conform recensământului efectuat în 2021, populația comunei Pleșoi se ridică la 1.158 de locuitori, în scădere față de recensământul anterior din 2011, când fuseseră înregistrați 1.395 de locuitori. Majoritatea locuitorilor sunt români (81,17%). Din punct de vedere confesional, majoritatea locuitorilor sunt ortodocși (80,83%), iar pentru 18,83% nu se cunoaște apartenența confesională.

## Politică și administrație
Comuna Pleșoi este administrată de un primar și un consiliu local compus din 9 consilieri. Primarul, Ion Ionescu[*], de la Partidul Social Democrat, este în funcție din 2012. Începând cu alegerile locale din 2024, consiliul local are următoarea componență pe partide politice:
|  | Partid                    | Consilieri | Componența Consiliului | Componența Consiliului | Componența Consiliului | Componența Consiliului | Componența Consiliului |
|  | ------------------------- | ---------- | ---------------------- | ---------------------- | ---------------------- | ---------------------- | ---------------------- |
|  | Partidul Social Democrat  | 5          |                        |                        |                        |                        |                        |
|  | Partidul Național Liberal | 4          |                        |                        |                        |                        |                        |